# Seán Cronin
Sean Cronin (Limerick, 6 de mayo de 1986) es un jugador de rugby irlandés que juega de hooker para Leinster en el Pro12. 

## Carrera

### Clubes
Cronin fue educado en Ardscoil Rís en Limerick. Antes de convertirse en jugador de rugby profesional, jugó fútbol gaélico menor con Limerick en 2004. También ganó una medalla Limerick Senior Football Championship medal con Monaleen en 2005.
Jugó con Shannon y Munster Rugby. La carrera de rugby de Cronin comenzó a despegar mientras jugaba en la All-Ireland League para Shannon.
Connacht le ofreció un contrato en el verano de 2008. En enero de 2011 se anunció que Cronin se uniría a Leinster Rugby en un contrato de dos años para la temporada 2011–12, después de tres temporadas en Connacht.

### Internacional
Cronin representó a Irlanda en el rugby en niveles inferiores: Ireland Schools, sub-19, sub-21, y los Ireland Wolfhounds ("Irlanda A").
Gracias a su buena actuación con Connacht, logró su debut internacional contra Fiyi en noviembre de 2009 y por segunda vez, como reemplazo de Rory Best en el partido contra Gales en el Torneo de las Seis Naciones 2010, en el mes de marzo. Logró la titularidad contra Nueva Zelanda en los tests de verano de 2010 y también salió de titular contra Australia. Formó parte del equipo irlandés que jugó la Copa Mundial de Rugby 2011.
Seleccionado para formar parte de la selección irlandesa de la Copa Mundial de Rugby de 2015, salió de suplente y entró en la segunda parte para sustituir a Jonathan Sexton; logró un ensayo, contribuyendo así a la victoria de su equipo 50-7 contra Canadá.

## Palmarés y distinciones notables
- Seis Naciones 2014, Seis Naciones 2015 y  Seis Naciones 2018[3]
- 2011, 2012 y 2018[4]
- European Challenge Cup: 2013.
- Pro 12 Rugby: 2007–08, 2012-13 y 2020-21